# Тирлямы (театр)
Братский театр кукол «Тирлямы» — муниципальное автономное учреждение культуры г. Братска. Основан в 1968. Первая премьера состоялась 28 октября 1968. Прежнее название — Братский театр кукол. Находится по адресу: г. Братск, ул. Ленина, 28. Директор — Наприенко Михаил Геннадьевич.

## Название
Название театра «Тирлямы» взято из повести писателя Геннадия Михасенко «Тирлямы в подземном королевстве». Новое имя присвоено театру 1 марта 1998 в честь его 30-летнего юбилея.

## Труппа
- Балданов Александр Николаевич
- Барчук Татьяна Владимировна
- Башева Ольга Игоревна
- Грищенков Никита Сергеевич
- Ефимов Владимир Георгиевич
- Каурова Ольга Владимировна
- Марченко Бэлла Аладиновна
- Менделев Казимир Сергеевич
- Овсянникова, Анна Георгиевна (Заслуженная артистка России)
- Палкин Борис Григорьевич
- Сафина Роза Муллануровна

## Награды
2010 — диплом «За попытку поговорить с Гоголем современным братским языком» (V Региональный фестиваль театров кукол Сибири «Золотой ключик»).
2017 — победа в номинации «Лучшая Режиссура» за спектакль «Маленькая история о большой мечте» (III международный фестиваль театров кукол «Путь кочевника» г. Улан-Удэ)